# Suzuki Fronte 800
Suzuki Fronte 800 — субкомпактный автомобиль с двухтактным двигателем, выпускавшийся во второй половине 1960-х годов японской компанией Suzuki Motor Corporation.

## Описание
Впервые Suzuki Fronte 800 был представлен в августе 1965 года. Продажи начались в декабре того же года.
В апреле 1966 года была представлена версия Fronte 800 с раздельными передними сиденьями, а в июне того же года была представлена версия с откидывающимися сиденья. Версия с раздельными передними сиденьями имела напольный рычаг переключения передач.
К августу 1966 года выпуск стандартной версии был прекращён, выпускалась только версия DeLuxe.
В апреле 1969 года выпуск Suzuki Fronte 800 был прекращён. Всего было выпущено 2717 автомобилей, 2612 из которых были проданы.

### Технические характеристики
Suzuki Fronte 800 оснащался трёхцилиндровым двухтактным двигателем объёмом 785 см3, мощностью 30 кВт (41 л. с.) при 4000 об/мин и крутящим моментом 79 Н⋅м при 3500 об/мин. Коробка передач — полностью синхронизированная четырёхступенчатая механическая. Максимальная скорость — 115 км/ч.
Подвеска автомобиля независимая, с поперечными рычагами спереди и продольными рычагами сзади. Тормоза — барабанные.

## Fronte 1100
Fronte 1100 оснащён двигателем C20 с карбюратором Solex объёмом 1,1 литра, мощностью 59 кВт (80 л. с.). Передние тормоза — дисковые. Максимальная скорость — 160 км/ч.